# Ерменёв, Иван Алексеевич
Иван Алексеевич Ерменёв (1746/1749-1797?) — русский живописец.
По свидетельству С. Порошина, воспитателя великого князя Павла Петровича, Ерменёв, будучи сыном придворного конюха, в возрасте 4-5 лет был отдан в услужение ко двору и стал товарищем по играм юного великого князя.
В 1767 г. окончил Академию художеств, но, как и все выпускники этого года, получил не диплом, а низший аттестат четвертой степени. В 1774 г. был послан в качестве личного пенсионера Павла Петровича в Париж, где занимался в Королевской Академии живописи и скульптуры у Ж. Дюплесси. В 1788 г. в сопровождении Ф. В. Каржавина вернулся в Россию .
Известен своей серией из восьми акварелей «Нищие» (ГРМ), а также акварелью «Обед (Крестьянский обед)» (ГРМ).